# Agafja Grusjetskaja
Agafja Semjonovna Grusjetskaja, född 1663, död 14 juli 1681, var Rysslands kejsarinna (tsaritsa) 1680–1681 som gift med tsar Fjodor III. 

## Biografi
Agafja Grusjetskaja var dotter till Semjon Fjodorovitj Grusjetskij och Marija Ivanovna Zaborovskaja. Hon växte upp hos en morbror, som önskade att hon skulle förbli ogift. 
Då Fjodor en gång såg henne under en religiös procession, ska han blivit förälskad i henne och inbjudit henne till brudvisning för tsaren. Hon fick en västinfluerad uppfostran, lärde sig europeiska språk och litteratur och delade makens reformidéer och ska ha varit den första som förespråkade rakandet av det traditionella skägget i Ryssland. Hon ska också ha varit den första tsaritsan som visade sitt hår offentligt och bar en västerländsk (polsk) klänning. 
Hon dog efter att ha fött en son som strax därpå också dog. Historieskrivningen har traditionellt beskrivit henne mycket fördelaktigt.